# Myrmeconauclea rheophila
Myrmeconauclea rheophila là một loài thực vật có hoa trong họ Thiến thảo. Loài này được (Steenis) Ridsdale mô tả khoa học đầu tiên năm 1978.